# Kevin Quintero
Pour les articles homonymes, voir Quintero.
Kevin Santiago Quintero Chavarro (né le 28 octobre 1998) est un coureur cycliste colombien. Spécialisé dans les épreuves de vitesse sur piste, il est notamment champion du monde de keirin en 2023 et il détient plusieurs médailles lors de compétitions continentales sur le continent américain, parmi lesquelles une médaille d'or du keirin aux Jeux panaméricains de 2019. 

## Biographie
En 2015, Kevin Quintero remporte sa première médaille internationale en obtenant la médaille d'argent sur le kilomètre lors des championnats panaméricains juniors. L'année suivante, toujours chez les juniors, il remporte quatre médailles aux championnats panaméricains, deux en or (sur le kilomètre et en vitesse par équipes), une d'argent en vitesse et une de bronze sur le keirin.
En 2018, Quintero rejoint la catégorie élite. Aux Jeux sud-américains, il remporte avec Fabián Puerta et Rubén Murillo, la vitesse par équipes, puis il obtient le bronze en vitesse individuelle. Il remporte plusieurs médailles aux Jeux d'Amérique centrale et des Caraïbes et aux championnats panaméricains. Lors de ces derniers, il bat le record panaméricain du kilomètre lors de la manche de qualification, parcourant la distance en 58 s 657. Il est cependant battu en finale par son compatriote Santiago Ramírez. En outre, il est champion de Colombie du kilomètre et de vitesse. 
Lors des championnats panaméricains 2019, il remporte deux titres sur le kilomètre et le keirin et se classe troisième du tournoi de vitesse individuelle. Aux championnats panaméricains 2021, il décroche quatre médailles d'or en quatre épreuves. En août, il participe aux Jeux olympiques de Tokyo, où il termine 11e du keirin et 20e de la vitesse. La même année, il remporte les classements généraux de la vitesse et du keirin lors de la Coupe des Nations. En 2022, il gagne le keirin lors de la Coupe des Nations à Milton. Il décroche trois nouvelles médailles aux championnats panaméricains, mais sans titre. En octobre, il décroche le bronze sur le keirin des mondiaux de Saint-Quentin-en-Yvelines. L'année suivante, il devient champion du monde de keirin à Glasgow. En 2024, il obtient la médaille d'or de la vitesse par équipes et l'argent du keirin aux championnats panaméricains. Lors des Jeux olympiques de Paris, il est nommé porte-drapeau de la délégation colombienne avec l'athlète Flor Ruíz.

## Palmarès

### Jeux olympiques
- Tokyo 2020
  - 17e de la vitesse individuelle
  - 11e du keirin

### Championnats de monde
- Apeldoorn 2018
  - 11e de la vitesse par équipes (éliminé au tour qualificatif)[3].
- Pruszków 2019
  - 27e du keirin[4] (éliminé au repêchage du premier tour[5]).
  - 28e de la vitesse individuelle[6] (éliminé en seizièmes de finale[7]).
- Berlin 2020
  - 23e du keirin[8] (éliminé au repêchage du premier tour[9]).
  - 23e de la vitesse individuelle[10] (éliminé en seizièmes de finale[11]).
- Roubaix 2021
  - 13e du keirin[12] (éliminé au repêchage du premier tour[13]).
  - 20e de la vitesse individuelle[14] (éliminé en seizièmes de finale[15]).
- Saint-Quentin-en-Yvelines 2022
  -  Médaillé de bronze du keirin.
  - 10e de la vitesse par équipes (éliminé au tour qualificatif)[16].
  - 14e de la vitesse individuelle[17] (éliminé en huitièmes de finale[18]).
- Glasgow 2023
  -  Champion du monde du keirin.
  - 12e de la vitesse par équipes (éliminé au tour qualificatif)[19].
  - 13e de la vitesse individuelle[20] (éliminé en huitièmes de finale[21]).
- Ballerup 2024
  -  Médaillé de bronze du keirin.
  - 6e de la vitesse par équipes[22] (éliminé au premier tour[23]).

### Coupe du monde
- 2019-2020
  - 1er du keirin à Brisbane
  - 2e du keirin à Milton

### Coupe des nations
- 2021
  - Classement général du keirin
  - 2e du keirin à Cali
  - Classement général de la vitesse
  - 1er de la vitesse à Saint-Pétersbourg
  - 2e de la vitesse à Cali
  - 2e de la vitesse par équipes à Cali
- 2022
  - Classement général du keirin
  - 1er du keirin à Milton
  - 2e du keirin à Glasgow
  - 2e de la vitesse par équipes à Cali
- 2023
  - Classement général du keirin

### Ligue des champions
- 2021
  - 3e de la vitesse à Panevėžys
  - 3e du keirin à Londres
- 2022
  - 3e de la vitesse à Berlin
- 2023
  - 1er du keirin à Londres (I)
  - 2e du keirin à Palma
- 2024
  - 3e du keirin à Paris

### Jeux panaméricains
- Lima 2019
  -  Médaillé d'or du keirin
  -  Médaillé d'or de la vitesse par équipes
  -  Médaillé d'argent de la vitesse individuelle
- Santiago 2023
  -  Médaillé d'or du keirin
  -  Médaillé d'argent de la vitesse par équipes
  -  Médaillé de bronze de la vitesse individuelle

### Championnats panaméricains
- 2015
  -  Médaillé d'argent du kilomètre juniors
- 2016
  -  Champion panaméricain de vitesse par équipes juniors (avec Jair Andrés Mojica et Juan Esteban Arenas)
  -  Champion panaméricain du kilomètre juniors
  -  Médaillé d'argent de la vitesse juniors
  -  Médaillé de bronze du keirin juniors
- 2018
  -  Médaillé d'argent du kilomètre
  -  Médaillé d'argent de la vitesse par équipes
  -  Médaillé de bronze du keirin
  -  Médaillé de bronze de la vitesse
- 2019
  -  Médaillé d'or du kilomètre
  -  Médaillé d'or du keirin
  -  Médaillé de bronze de la vitesse
- 2021
  -  Médaillé d'or du kilomètre
  -  Médaillé d'or du keirin
  -  Médaillé d'or de la vitesse
  -  Médaillé d'or de la vitesse par équipes
- 2022
  -  Médaillé d'argent du keirin
  -  Médaillé de bronze de la vitesse individuelle
  -  Médaillé de bronze de la vitesse par équipes
- 2023
  -  Médaillé d'argent de la vitesse individuelle
  -  Médaillé de bronze de la vitesse par équipes
- Los Angeles 2024
  -  Médaillé d'or de vitesse par équipes
  -  Médaillé d'argent du keirin
  - Sixième de la vitesse individuelle[24]
- Asuncion 2025
  -  Médaillé d'or du keirin
  -  Médaillé d'argent de la vitesse individuelle
  -  Médaillé d'argent de la vitesse par équipes (avec Rubén Darío Murillo et Cristian Ortega)

### Jeux d'Amérique centrale et des Caraïbes
- 2018
  -  Médaillé d'argent du kilomètre
  -  Médaillé de bronze de la vitesse
  -  Médaillé de bronze de la vitesse par équipes
- 2023
  -  Médaillé d'argent du keirin
  -  Médaillé d'argent de la vitesse par équipes
  -  Médaillé de bronze de la vitesse

### Jeux sud-américains
- 2018
  -  Médaillé d'or de la vitesse par équipes (avec Fabián Puerta et Rubén Murillo)
  -  Médaillé de bronze de la vitesse

### Jeux bolivariens
- Valledupar 2022
  -  Médaillé d'or du keirin.
  -  Médaillé d'or de la vitesse individuelle.
  -  Médaillé d'or de la vitesse par équipes (avec Juan David Ochoa et Santiago Ramírez).

### Championnats nationaux
- Medellín 2016
  -  Médaillé de bronze de la vitesse par équipes (avec Samir Cambindo et Cristian Tamayo)[25].
- Cali 2017
  -  Médaillé d'argent de la vitesse par équipes (avec Walter González et Jhonnier Hernández)[26].
  -  Médaillé de bronze du keirin[27].
- Cali 2018
  -  Médaillé d'or du kilomètre[28].
  -  Médaillé d'or de la vitesse individuelle[29].
  -  Médaillé d'argent de la vitesse par équipes (avec Samir Cambindo et Jhonnier Hernández)[30].
- Cali 2019
  -  Médaillé d'or du keirin[31].
  -  Médaillé d'or de la vitesse individuelle[32].
  -  Médaillé d'argent du kilomètre[33].
  -  Médaillé d'argent de la vitesse par équipes (avec Cristian Tamayo et Samir Cambindo)[34].
- Juegos Nacionales Cali 2019
  -  Médaillé d'or du kilomètre des XXI Juegos Deportivos Nacionales[35].
  -  Médaillé d'or du keirin des XXI Juegos Deportivos Nacionales[36].
  -  Médaillé d'or de la vitesse individuelle des XXI Juegos Deportivos Nacionales[37].
  -  Médaillé de bronze de la vitesse par équipes des XXI Juegos Deportivos Nacionales (avec Cristian Tamayo et Samir Cambindo)[38].
- Cali 2021
  -  Médaillé d'or de la vitesse individuelle[39].
  -  Médaillé d'argent du kilomètre[40].
- Cali 2022
  -  Médaillé d'or de la vitesse individuelle[41].
  -  Médaillé d'argent du keirin[42].
  -  Médaillé de bronze de la vitesse par équipes (avec Nicolás Medina et Juan Diego Arboleda)[43].
- Medellín 2023
  -  Médaillé d'or du keirin[44].
  -  Médaillé d'or de la vitesse individuelle[45].
  -  Médaillé d'argent de la vitesse par équipes (avec Juan Diego Arboleda et Nicolás Medina)[46].
- Juegos Nacionales Eje Cafetero 2023
  -  Médaillé d'or de la vitesse individuelle des XXII Juegos Deportivos Nacionales[47].
  -  Médaillé d'or de la vitesse par équipes des XXII Juegos Deportivos Nacionales (avec Samir Cambindo et Juan Diego Arboleda)[48].
  -  Médaillé de bronze du kilomètre des XXII Juegos Deportivos Nacionales[49].
  -  Médaillé de bronze du keirin des XXII Juegos Deportivos Nacionales[50].
- Medellín 2024
  -  Médaillé d'or du keirin[51].
  -  Médaillé de bronze du kilomètre[52].
  -  Médaillé de bronze de la vitesse individuelle[53].
  -  Médaillé de bronze de la vitesse par équipes (avec Juan Diego Arboleda et Nicolás Medina)[54].